# کلاریس
کلاریس (انگلیسی: Claris) شرکت نرم‌افزار آمریکایی است، که در سال ۱۹۸۷ توسط ویلیام کمپبل تأسیس شد.